# スナク内閣 (第1次改造)

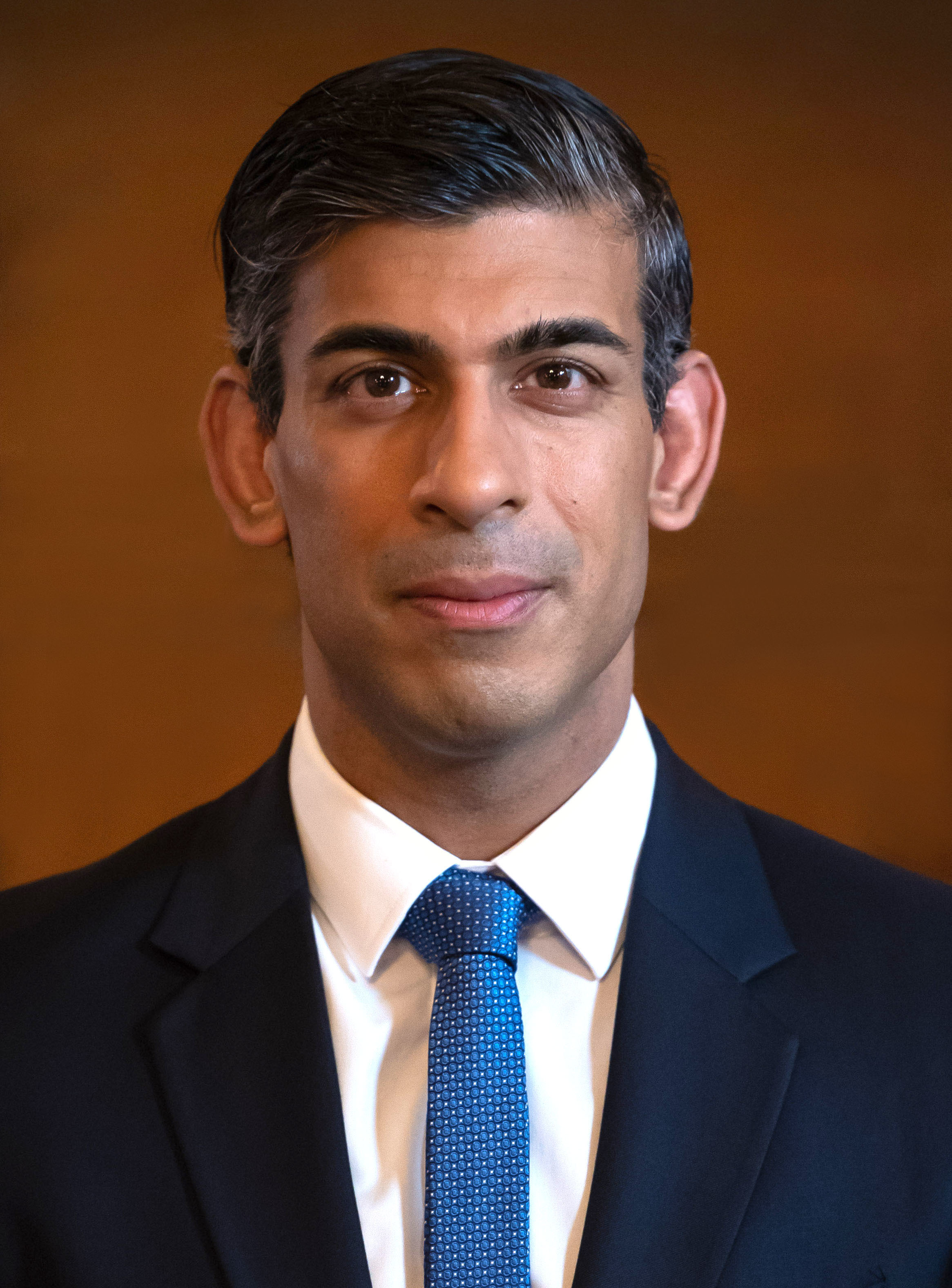
リシ・スナク

スナク第1次改造内閣（スナクだいいちじかいぞうないかく）は、スナク内閣の改造内閣。リシ・スナクは2023年2月7日に首相就任後初の内閣改造を実施した。
1月29日に保守党幹事長と無任所大臣を解任されたナディム・ザハウィの後任を任命した。
また、この改造では政府省庁の大幅な再編が行われた。国際貿易省とビジネス・エネルギー・産業戦略省（BEIS）が統合され、新しいビジネス貿易省(DBT)が発足した。また、BEISのエネルギー・気候分野が分離され、新しいエネルギー安全保障・ネットゼロ省が発足した。BEISの科学・ イノベーション分野はデジタル・文化・メディア・スポーツ省（DCMS）のデジタル分野と統合され、科学・イノベーション・技術省が発足した。DCMSは、新設された文化・メディア・スポーツ省として存続する。

## 閣僚級の変更
| 大臣 | 大臣                 | 改造前                                 | 改造後                                 |
| ---- | -------------------- | -------------------------------------- | -------------------------------------- |
|      | グレッグ・ハンズ     | 通商政策閣外大臣                       | 保守党幹事長 無任所大臣                |
|      | グラント・シャップス | ビジネス・エネルギー・産業戦略大臣     | エネルギー安全保障・ネット・ゼロ大臣   |
|      | ケミ・ベーデノック   | 国際貿易大臣 商務庁長官                | ビジネス・通商大臣 商務庁長官          |
|      | ミシェル・ドネラン   | デジタル・文化・メディア・スポーツ大臣 | 科学・イノベーション・技術大臣         |
|      | ルーシー・フレイザー | 住宅・都市計画担当大臣                 | デジタル・文化・メディア・スポーツ大臣 |
|      | オリバー・ダウデン   | ランカスター公領大臣                   | 内閣府担当大臣 ランカスター公領大臣    |

## 下級大臣の変更
| 大臣 | 大臣                     | 改造前                             | 改造後                               |
| ---- | ------------------------ | ---------------------------------- | ------------------------------------ |
|      | レイチェル・マクリーン   | バックベンチャー                   | レベリングアップ・住宅・コミュニティ |
|      | グレアム・スチュワート   | ビジネス・エネルギー・産業戦略     | エネルギー安全保障・ネット・ゼロ     |
|      | ジョージ・フリーマン     | ビジネス・エネルギー・産業戦略     | 科学・技術・イノベーション           |
|      | ナス・ガニ               | ビジネス・エネルギー・産業戦略     | ビジネス・通商                       |
|      | ケヴィン・ホリンレイク   | ビジネス・エネルギー・産業戦略     | ビジネス・通商                       |
|      | ナイジェル・ハドルストン | 国際貿易                           | ビジネス・通商                       |
|      | マリア・コールフィールド | 国際貿易                           | ビジネス・通商                       |
|      | アンドリュー・ボウイ     | 国際貿易                           | エネルギー安全保障・ネット・ゼロ     |
|      | ポール・スカリー         | デジタル・文化・メディア・スポーツ | 科学・技術・イノベーション           |

## 院内幹事の任命
| 院内幹事 | 院内幹事                   | 前               | 新               |
| -------- | -------------------------- | ---------------- | ---------------- |
|          | スチュアート・アンダーソン | 政府院内幹事補佐 | 財務長官         |
|          | ルース・エドワーズ         | バックベンチャー | 政府院内幹事補佐 |

## 保守党の任命
|  |                    | 前               | 新           |
|  | ------------------ | ---------------- | ------------ |
|  | リー・アンダーソン | バックベンチャー | 院内副幹事長 |